# Alpha Mountain
Der Alpha Mountain ist ein 2302 m hoher Berg mit einer Schartenhöhe von 372 m im Südwesten der kanadischen Provinz British Columbia.

## Geographie
Der Alpha Mountain liegt in der Tantalus Range im Tantalus Provincial Park. Er liegt 14 km nordwestlich von Squamish und 4,6 km südöstlich des Mount Tantalus (2603 m), des höchsten Gipfels in der Tantalus Range. Der nächsthöhere Berg ist der Serratus Mountain (2321 m), 1,9 km westlich von ihm.
Der Serratus Glacier liegt westlich des Alpha Mountain, namenlose Gletscher an den nördlichen und östlichen Hängen und der Lake Lovely Water unterhalb des Südhanges. Die Abflüsse der Niederschläge am Berg fließen in Zuflüsse des Squamish River.

## Geschichte
Die Erstbesteigung wurde 1914 durch Basil Darling und Alan Morkill über den Südwestgrat ausgeführt. Kurz nach dem Aufstieg benannten sie den Berg nach Alpha, dem ersten Buchstaben des griechischen Alphabets, weil es der erste Berg des Alpha-Serratus-Tantalus-Zenith-Grates war und in seiner Form an den Buchstaben erinnerte. Das Toponym des Berges wurde am 6. Juni 1957 vom Geographical Names Board of Canada offiziell anerkannt.

## Klima
In Bezug auf die Klimaklassifikation nach Köppen und Geiger herrscht am Alpha Mountain ein Westseiten-Seeklima. Die meisten Wetterfronten stammen vom Pazifik und bewegen sich ostwärts auf die Coast Mountains zu, wo sie durch die Berge zum  Aufsteigen (Windstau) gezwungen werden, was wiederum dazu führt, dass die enthaltene Feuchtigkeit in Form von Regen oder Schnee abgegeben wird. Im Ergebnis führt das zu hohen Niederschlägen in den Coast Mountains, insbesondere zu starken Schneefällen im Winter. Die Temperaturen können unter −20 °C fallen, unter Berücksichtigung von Windchill-Einfluss unter −30 °C. Die Monate Juli bis September bieten die besten Wetterbedingungen für einen Aufstieg.

## Kletterrouten
Am Alpha Mountain sind folgende Kletterrouten etabliert:
- über den Südwestgrat – YDS-Klasse 3 – Erstbesteigung 1914
- über den Ostgrat – YDS-Klasse 5.8 – erstmals begangen 1916
- über den Nordostgrat – YDS-Klasse 4-5 – erstmals begangen 1968
- über den Nordwestgrat – YDS-Klasse 4-5 – erstmals begangen 1969
- über den Nordpfeiler – YDS-Klasse mittel-5 – erstmals begangen 1981
- über die Südwand – YDS-Klasse 4-5

## Galerie

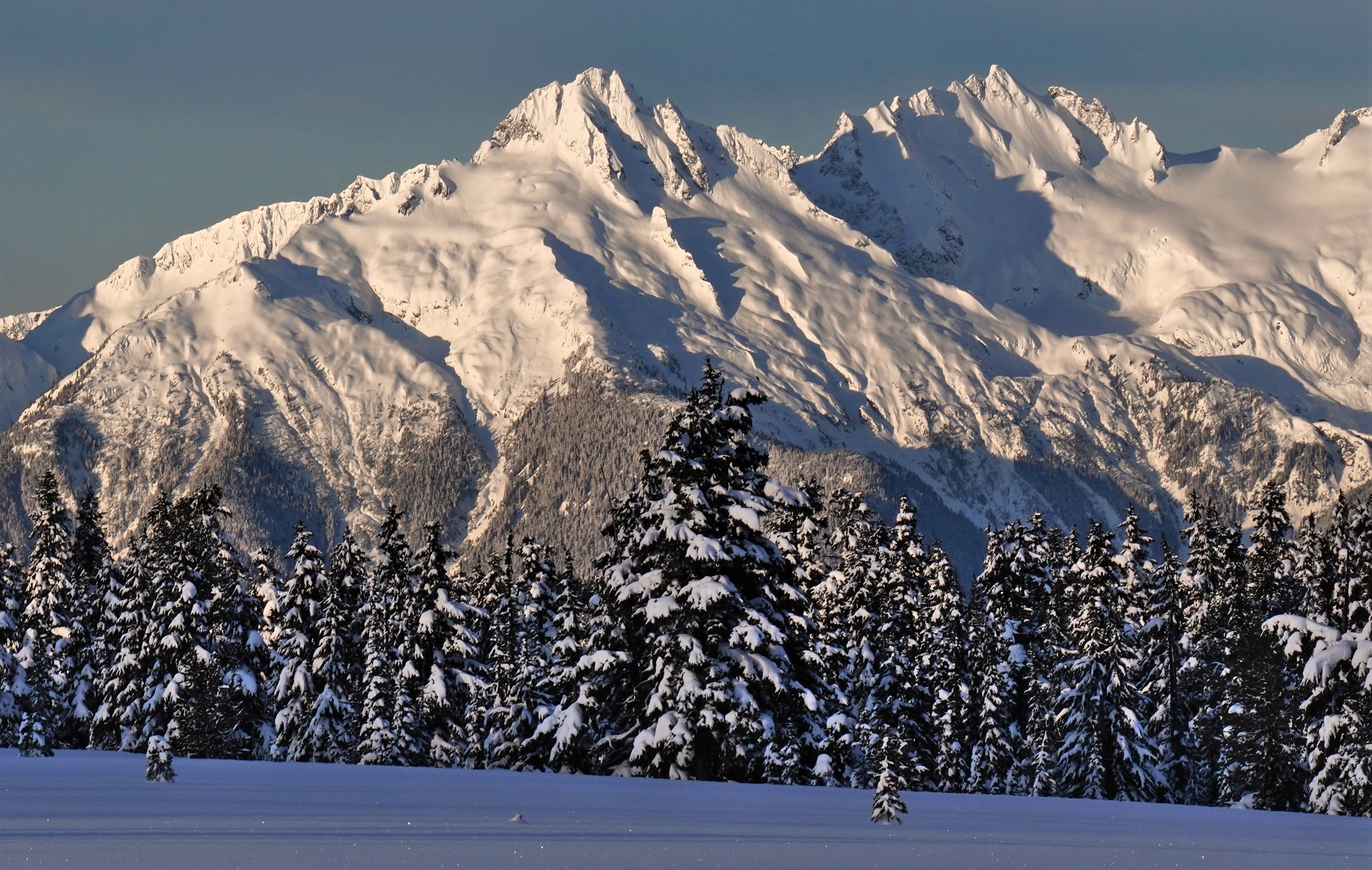
Alpha Mountain (links) und Serratus Mountain (rechts).
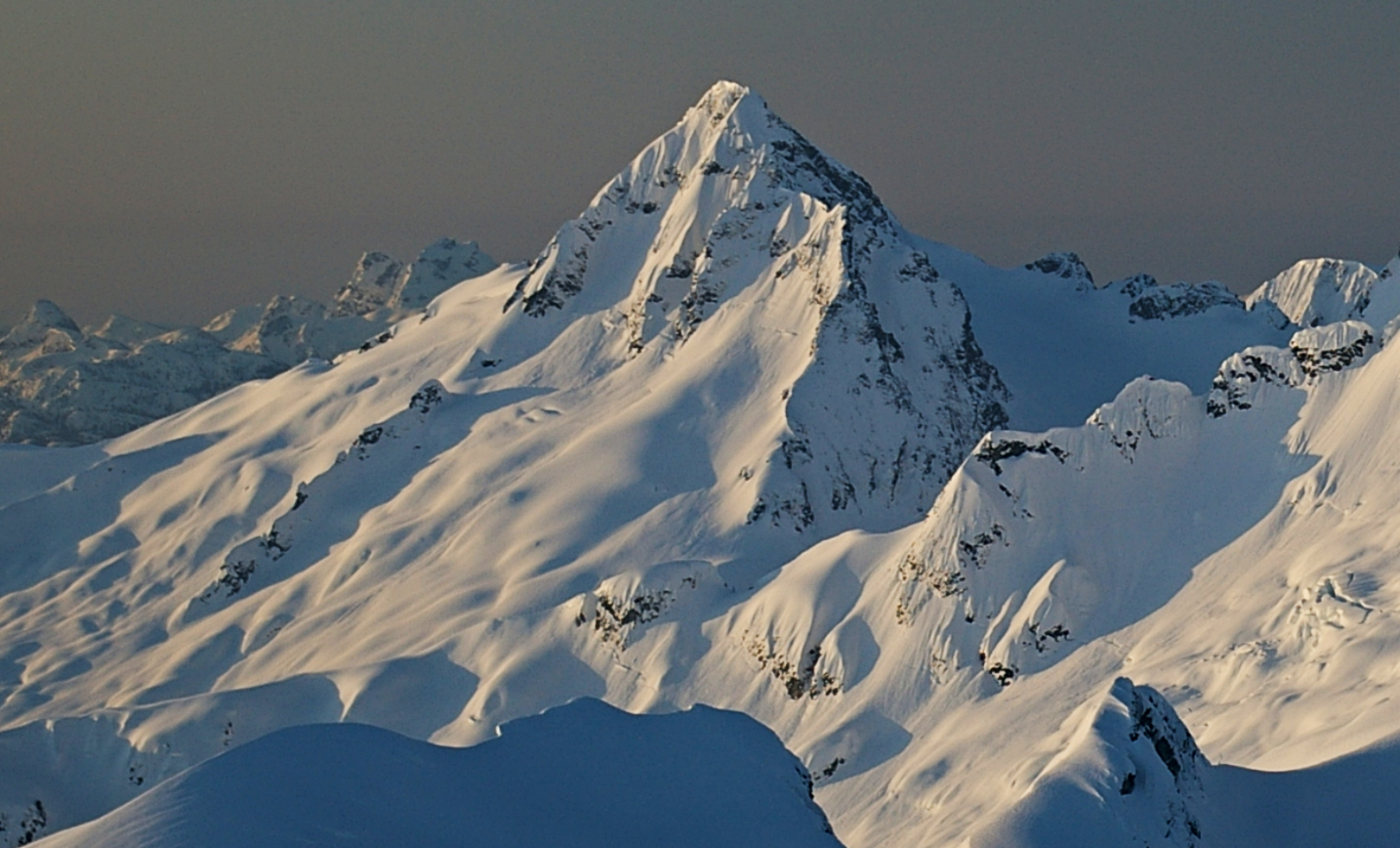
Der Alpha Mountain von der Schulter des Pelion Mountain aus
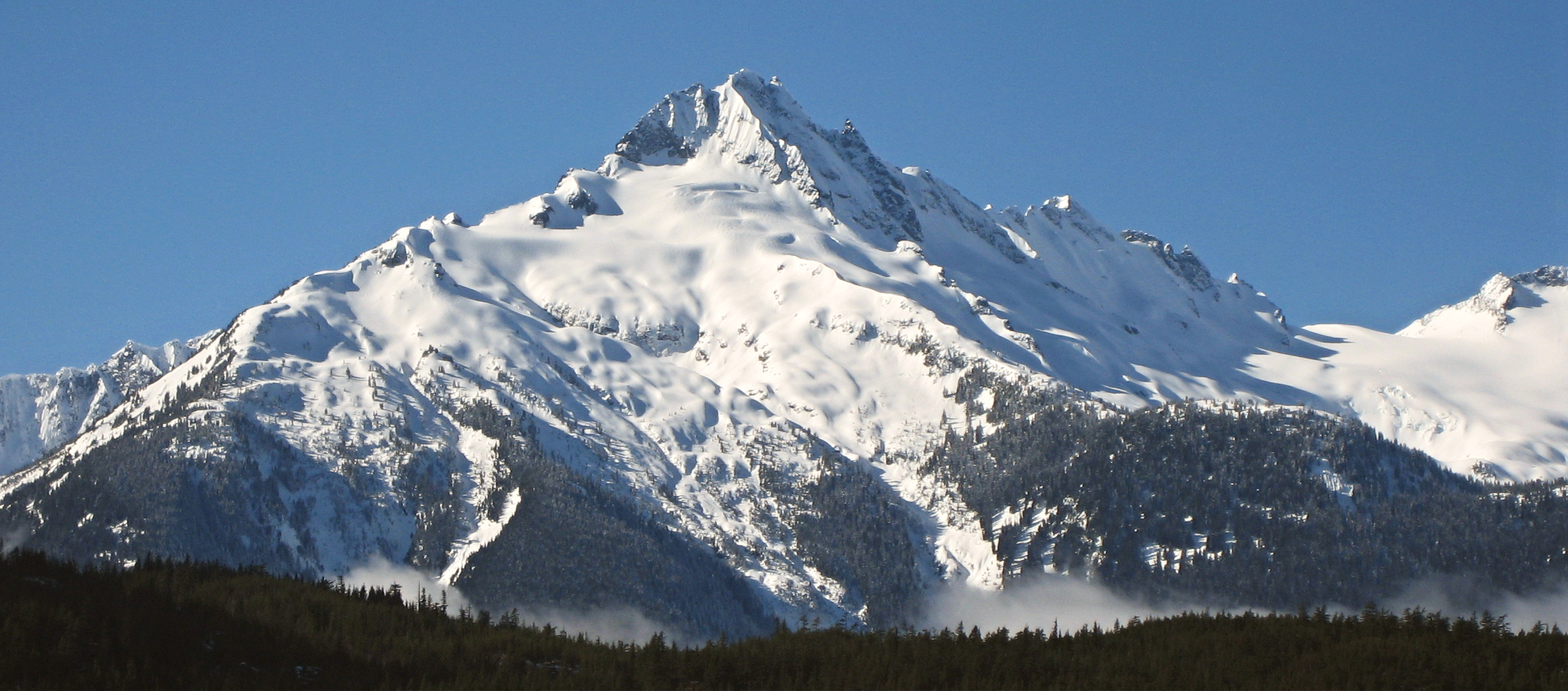
Der Alpha Mountain, Nordostansicht vom Sea to Sky Highway aus
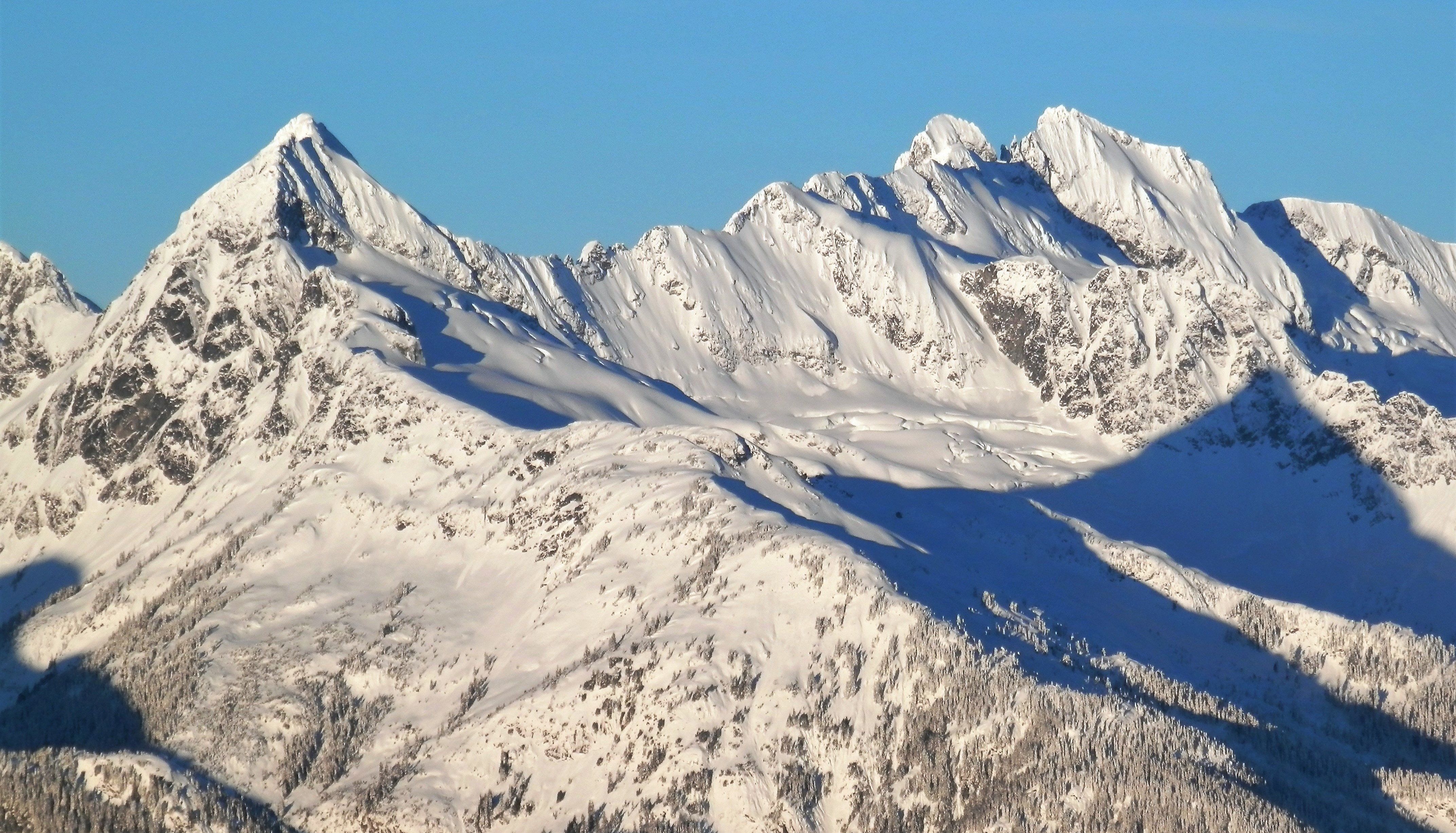
Alpha Mountain (links) und Mt. Tantalus, Ostansicht
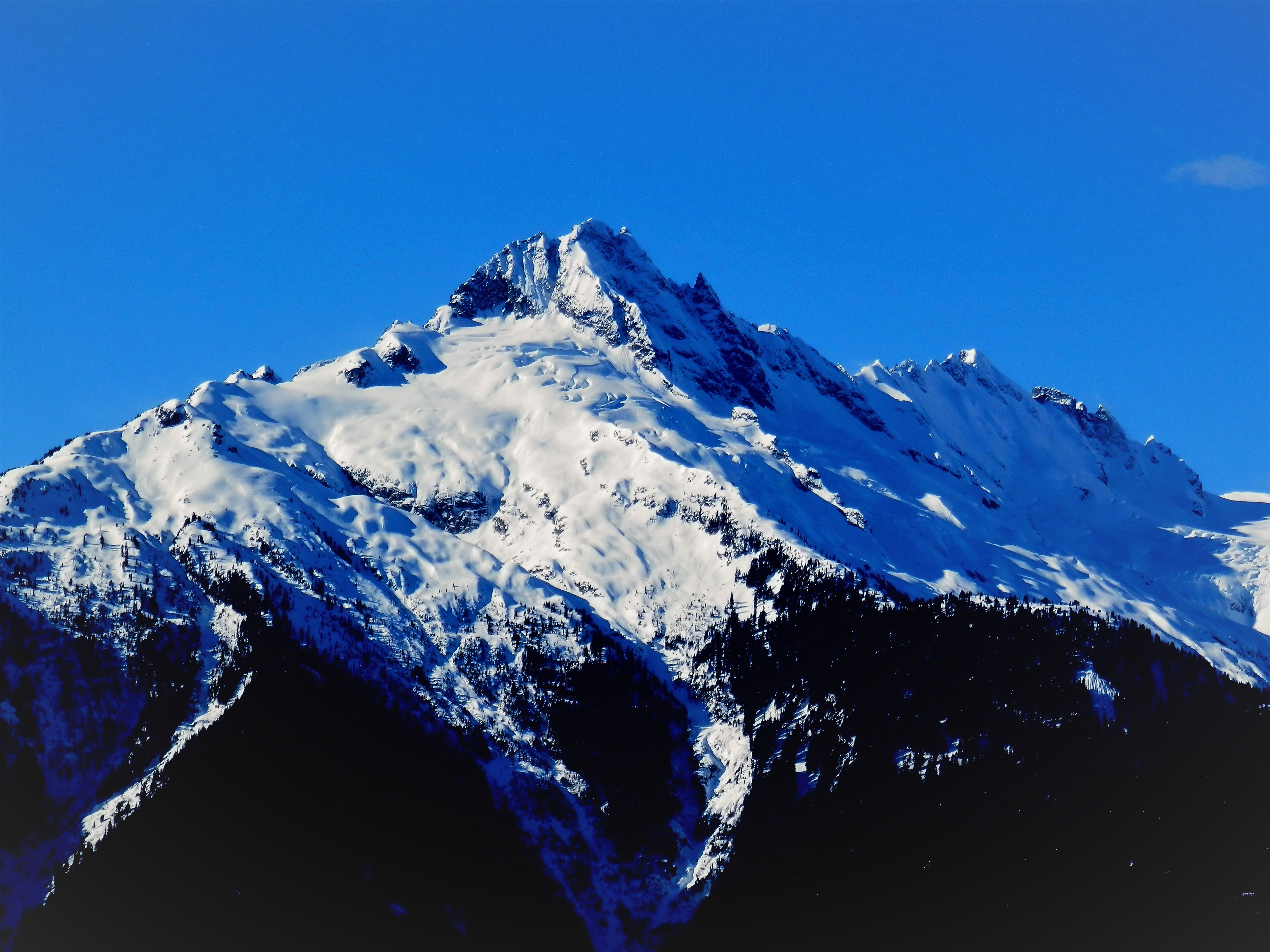
Nordansicht
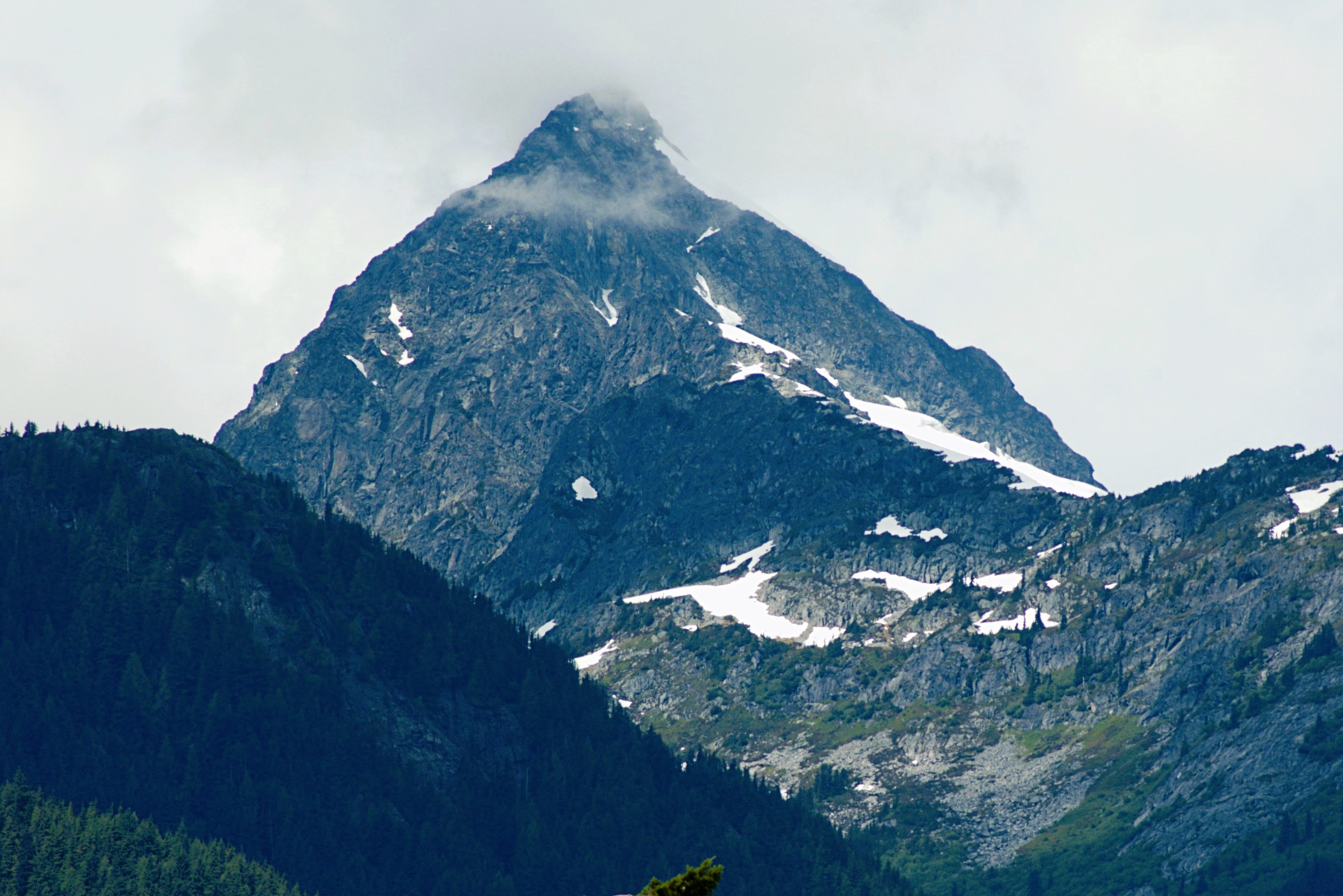
Südostansicht